# Hilo (Hawaii)
Hilo település az Amerikai Egyesült Államok Hawaii államában, Hawaii megyében, melynek megyeszékhelye is. Lakosainak száma 44 186 fő (2020).

## Közlekedés

### Légi
Nemzetközi repülőtere a Hilói nemzetközi repülőtér.

## Népesség
A település népességének változása:
| Lakosok száma | 40 759 | 43 263 | 44 186 |
|               | 2000   | 2010   | 2020   |